# Baureihe 701
Baureihe 701 - wagon silnikowy produkowany w latach 1954–1964 dla kolei zachodnioniemieckich w liczbie 170 wagonów. Zostały wyprodukowane do naprawy sieci trakcyjnej na liniach kolejowych. Wagon posiada podnośnik do konserwacji sieci trakcyjnej oraz pantograf pomiarowy. Jeden wagon silnikowy został zachowany jako sprawny eksponat.